# Тугачинский сельсовет
Тугачинский сельсовет — сельское поселение в Саянском районе Красноярского края.
Административный центр — посёлок Тугач.

## История
Статус и границы сельского поселения установлены Законом Красноярского края от 18 февраля 2005 года № 13-3007 «Об установлении границ и наделении соответствующим статусом муниципального образования Саянский район и находящихся в его границах иных муниципальных образований»

## Население
| 2010 | 2012 | 2013 | 2014 | 2015 | 2016 | 2017 |
| ---- | ---- | ---- | ---- | ---- | ---- | ---- |
| 627  | ↘611 | ↘575 | ↗576 | ↘564 | ↘562 | ↘526 |

## Состав сельского поселения
В состав сельского поселения входят 4 населённых пункта:
| № | Населённый пункт | Тип населённого пункта          | Население |
| - | ---------------- | ------------------------------- | --------- |
| 1 | Кан              | посёлок                         | 13        |
| 2 | Капитоново       | деревня                         | ↘59       |
| 3 | Тугач            | посёлок, административный центр | 534       |
| 4 | Шамы             | деревня                         | ↘21       |

## Местное самоуправление
Тугачинский сельский Совет депутатов
Дата избрания: 14.03.2010. Срок полномочий: 5 лет. Количество депутатов:  7
Глава муниципального образования
- Стариков Николай Иванович. Дата избрания: 14.03.2010. Срок полномочий: 5 лет